# Столоначальник
Столоначальник — посадова особа в Російській імперії, яка з 1811 р. очолювала стіл — нижчий структурний підрозділ центральних і місцевих державних установ. Залежно від того, в якій установі була така штатна одиниця, службовцеві привласнювався відповідний чин.

## Про столоначальника в деяких словниках
У «Советском энциклопедическом словаре»записано: 
|  | Столоначальник, у Росії від 1811 посадова особа, яка очолювала так званий стіл, нижчу структурну частину державних центральних та місцевих установ. Зазвичай були чиновниками 7-го класу.Оригінальний текст (рос.) Столоначальник, в России с 1811 должностное лицо, возглавлявшее т. н. стол, низшую структурную часть гос. центр. и местных учреждений. Обычно были чиновниками 7-го класса». |

Аналогічне формулювання зустрічається в «БЭС», останнє перевидання якого відбулося в 2006 році.

У «Большом юридическом словаре» про столоначальника згадується таке: 
|  | … у царській Росії від 1811 р. посадова особа, яка очолювала так званий стіл. Зазвичай чиновник 7-го класуОригінальний текст (рос.) … в царской России с 1811 г. должностное лицо, возглавлявшее так называемый стол. Обычно чиновник 7-го класса. |

## Про столоначальника в установах
У центральних органах влади, наприклад, в міністерствах, керівники столів (великих відділів), зазвичай, були чиновниками VII класу згідно з Табелем про ранги. Так, наприклад, до цивільних чиновників сьомого класу належали надвірні радники.
Щодо даної посади в місцевих установах (наприклад, у Харківській палаті кримінального суду), столоначальники, зазвичай, мали чин губернського або колезького секретаря.
Офіційне звертання: «Ваше високоблагородіє».